# Kadokawa Shoten
Kadokawa Shoten Publishing Co., Ltd. (株式会社角川書店, Kabushiki-gaisha Kadokawa Shoten) és una coneguda editorial japonesa, amb seu a Tòquio (TYO 9477). Ha publicat molts de títols de mangues com també revistes d'anime com Newtype. En els darrers anys, s'ha expandit cap al sector de la multimèdia, (videojocs i ara posseeix l'antiga companyia Daiei Motion Picture Company.

## Revistes publicades

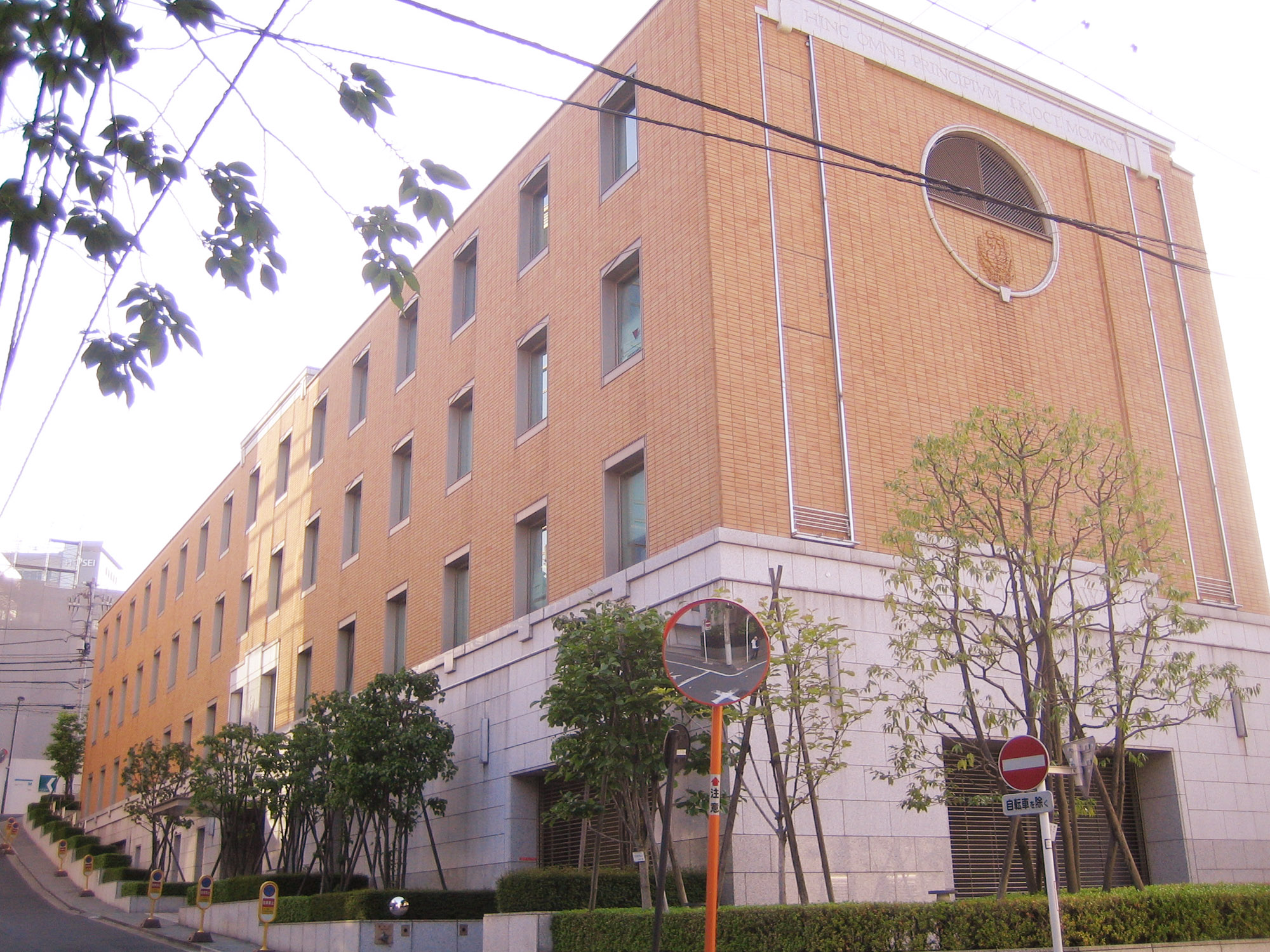
Kadokawa Shoten Publishing Co.,Ltd.

- Asuka CIEL
- Asuka CIEL Très Très
- Asuka
- Shonen Ace
- Beans Ace
- Gundam Ace
- Newtype Magazine
- Newtype The Live
- Newtype Romance
- Comptiq
- Comptiq Ace (Comp Ace)
- Comptiq Heroines (Comp H's)
- The Sneaker
- The Beans
- The Ruby
- Comic Charge

## Mangues publicats
Vegeu també: Llistat de mangues publicats per Kadokawa Shoten
- .hack//Legend of the Twilight

- Angelic Layer (エンジェリックレイヤー, Enjerikku Reiyā)
- Baka to Test to Shōkanjū
- Basquash!
- Bio Booster Armor Guyver
- Black Rock Shooter
- Brain Powered (ブレンパワード, Buren Pawādo)
- Bungo Stray Dogs
- Cardfight!! Vanguard
- Chrono Crusade (Chrno Crusade) (クロノクルセイド, Kurono Kuruseido)
- Cowboy Bebop (カウボーイビバップ, Kaubōi Biboppu)
  - Cowboy Bebop: Shooting Star
- Cloverfield/Kishin
- Code Geass
- Cowboy Bebop: Shooting Star
- Deadman Wonderland
- Dragon Half
- Girls Bravo
- Escaflowne The movie: Girl In Gaya
- Escaflowne: The Series
- Eureka Seven
- .hack//Legend of the Twilight (.hack//黄昏の腕輪伝説, .hack//Tasogare no Udewa Densetsu)
- .hack//G.U.+
- Hakkenden
- Haruhi Suzumiya
- Highschool of the Dead (学園黙示録, Gakuen Mokushiroku)
- Hybrid Child
- In Another World with My Smartphone
- Junjo Mistake
- Junjo Romantica (純情ロマンチカ, Junjo Romantica)
- Kannazuki No Miko (神無月の巫女, Kannazuki no Miko)
- Kantai Collection
- Kemono Friends
- Kerberos Panzer Cop
- Keroro Gunso
- Konosuba
- Legal Drug (合法ドラッグ, Gōhō Doraggu)
- Love Stage!!
- Ludwig II (ルートヴィヒⅡ世, Rūtovihi II sei)
- Lucky ☆ Star (らき☆すた, Raki ☆ Suta)
- Maoyū Maō Yūsha
- Marionette Generation
- Martian Successor Nadesico (機動戦艦ナデシコ, Kidō Senkan Nadeshiko)
- Mirai Nikki
- Miyuki-chan in Wonderland (不思議の国の美幸ちゃん, Fushigi no Kuni no Miyuki-chan)
- MPD Psycho (多重人格探偵サイコ, Tajū Jinkaku Tantei Saiko)
- Neon Genesis Evangelion (新世紀エヴァンゲリオン, Shinseiki Evangerion)
- Nichijou
- Prétear
- Re:Zero
- Record of Lodoss War (ロードス島戦記, Rōdosu–tō Senki)
- Rental Magica
- Romeo × Juliet
- Sekai-ichi Hatsukoi (The World's Greatest First Love)
- Sewayaki Kitsune no Senko-san
- Sgt. Frog (ケロロ軍曹, Keroro Gunso)
- Shangri-La
- Shibuya Fifteen
- Shirahime-Syo (白姫抄, Shirahimeshō))
- Slayers (スレイヤーズ, Sureiyāzu)
- Sora no Otoshimono (Heaven's Lost Property)
- Steel Angel Kurumi
- Super Lovers
- Shin Tokumei Kakarichō Tadano Hitoshi
- Tenchi Muyo! (天地無用!, Tenchi Muyō!, No Need for Tenchi!)
- The Kurosagi Corpse Delivery Service
- The One I Love (わたしのすきなひと, Watashi no Suki na Hito)
- The Summer Hikaru Died
- The Vision of Escaflowne
- Tokumei Kakarichō Tadano Hitoshi
- Toilet ga Hanako-san
- Tokyo ESP
- Trinity Blood
- The Tale of Taro Yamada (山田太郎ものがたり, Yamada Tarō Monogatari)
- Tokumei Kakarichō Tadano Hitoshi (特命係長・只野仁)
  - Shin Tokumei Kakarichō Tadano Hitoshi (新特命係長・只野仁)
- The Vision of Escaflowne (天空のエスカフローネ, Tenkū no Esukafurōne)
- X
- Yamada Taro Monogatari

## Videojocs publicats
- Sorcerous Stabber Orphen

## Videojocs desenvolupats
- Record of Lodoss War
- Lunar The Silver Star Story Complete